# Tri-ethanolamine
Tri-ethanolamine (TEA) is een kleurloze viskeuze vloeistof of, in vaste vorm, witte hygroscopische kristallen met een typerende ammoniakale geur. Het is een tertiair amine en tevens een drievoudig alcohol. De oplossing in water is een matig sterke organische base, die hevig reageert met zuren of oxidatoren en (net als andere basische oplossingen) corrosief is ten opzichte van onder andere aluminium en zink.

## Synthese
Industrieel wordt tri-ethanolamine samen met mono- en di-ethanolamine bereid door de reactie van ethyleenoxide met ammoniak. Mono-, di- en tri-ethanolamine worden nadien gescheiden door destillatie.
De verhouding van de grondstoffen bepaalt de relatieve hoeveelheden mono-, di- en tri-ethanolamine die gevormd worden. Een overmaat ammoniak bevordert de vorming van mono-ethanolamine, een overmaat ethyleenoxide zal leiden tot een hogere verhouding di- en tri-ethanolamine.

## Toepassingen
Tri-ethanolamine wordt gebruikt als onder meer corrosie-inhibitor, oplosmiddel en tussenproduct in organische syntheses. Het vormt de basis voor buffers in het zwak basische gebied. Door de lagere vluchtigheid zijn deze buffers minder irriterend dan die op basis van ammoniak. Verder wordt de vloeistof aangewend als oppervlakteactieve stof (emulgator) in een breed gamma van producten, onder andere in vloeistoffen voor metaalbewerking, in oliën, brandstoffen, verven, inkten, cement, en ook in cosmetische en hygiënische producten zoals huidcrèmes en -lotions (waar het ook omwille van de geur wordt toegepast). Het gehalte aan tri-ethanolamine van dergelijke producten is laag (minder dan 1 gewichtsprocent). De zouten van TEA worden gebruikt als insecticide.

## Toxicologie en veiligheid
Tri-ethanolamine is brandbaar. Inademing of inslikken kan leiden tot irritatie van mond en keel en tot misselijkheid. Contact met de huid kan ook leiden tot irritatie (roodheid).
Tri-ethanolamine zelf is ingedeeld als een carcinogeen klasse 3 (niet klasseerbaar als kankerverwekkend voor de mens wegens ontoereikende gegevens). Het kan echter in combinatie met nitroserende stoffen (NOx-vormende stoffen, zoals roet of silica), nitrosamines vormen die wel kankerverwekkend zijn. Ook di-ethanolamine (DEA), dat eventueel als onzuiverheid en afbraakproduct in tri-ethanolamine kan voorkomen, is kankerverwekkend. Om deze reden neemt het gebruik van tri-ethanolamine in cosmetische en verzorgingsproducten af. In de Europese Gemeenschap is het maximum gehalte van tri-ethanolamine in cosmetische producten vastgelegd op 2,5% (in niet uit te spoelen producten), en van nitrosamine in tri-ethanolamine op 50 microgram per kg.